# Auf den Hund gekommen (Redensart)
Auf den Hund gekommen ist eine Redensart mit der Bedeutung „in schlimme (äußere oder gesundheitliche) Umstände geraten“. Die Redensart wird scherzhaft auch im positiven Sinne für Hundefreunde benutzt.

## Ursprung
Für den Ursprung der Redensart gibt es verschiedene Deutungsansätze:
- In der Bergmannssprache wird der Förderwagen, mit dem das Erz oder die Kohle abtransportiert wird, auch Hunt genannt. Der Hunt ist ein Kasten aus Stahl oder früher Holz auf Rädern. Wer nicht mehr kräftig genug war, als Hauer zu arbeiten, wurde zum Wagenschieben (Huntstoßen) degradiert, was deutlich geringeren Lohn bedeutete.
- Eine andere Deutung bezieht sich auf die Kriegskasse, die zur Bezahlung der Söldner während der Kriegshandlungen mitgeführt wurde. Im unteren Teil befand sich ein Holzkästchen (der Hund), in dem die „Notreserve“ aufbewahrt wurde. Wenn man also „auf den Hund kam“, war die Kriegskasse fast leer.
- Eine andere Deutung behauptet, dass auf dem Boden der Kassentruhe ein Hund – Symbol für einen Wächter – aufgemalt war. War so wenig Geld in der Truhe, dass man den Hund sehen konnte, war man „auf den Hund gekommen“. Musste man die Reserve im Fach darunter angreifen, war man „unterm Hund“. Auf Burg Lauenstein bei Kronach ist in der dortigen Ausstellung Schlösser und Truhen eine solche Truhe mit eingeschnitztem Hund zu sehen.[1]
- Eine andere Version aus dem Oberdeutschen besagt, dass Brautleute als Aussteuer eine Truhe voller Textilien bekamen. Wurden diese im Laufe der Ehe immer weniger, also nicht wieder aufgefüllt, kam man immer mehr auf den Grund der Truhe, den Hund (hunden im schwäbischen Dialekt identisch mit unten).
- Die Brüder Grimm geben in ihrem Deutschen Wörterbuch als die ihrer Ansicht nach wahrscheinlichste Deutung einen Rechtsgebrauch an, der besagte, dass „dasz, wie der verurtheilte […] den strang um den hals trug, er auch den hund tragen sollte, damit anzuzeigen, dasz er wert sei, gleich einem hund erschlagen und aufgehängt, an der seite eines hunds aufgehängt zu werden“. Sie führen weiter aus, dass „auf den hund kommen, eigentlich bis zur strafe des hundetragens kommen“ bedeute, und „jetzt bedeutet es theils in verächtliche oder schlimme äuszere verhältnisse, theils mit der gesundheit herunter kommen.“[2]

### Widersprüchliche Bedeutung

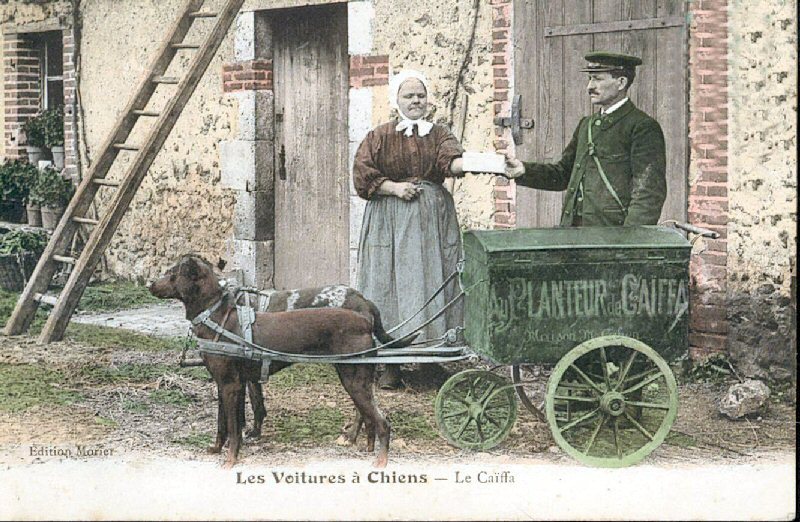
Händler mit Hundekarren (um 1900)

Wie der Heimatkalender des Kreises Hersfeld-Rotenburg beschreibt, sei die Redensart „auf den Hund gekommen“ früher eher als Zeichen des sozialen Aufstieges zu betrachten. Es bedeutete in diesem Fall, sich ein Hundegespann leisten zu können, statt Muskelkraft aufwenden zu müssen. Händler und Hausierer, die sich dies nicht leisten konnten, transportierten ihre Waren aus eigener Kraft auf Schubkarren, Handwagen, Rückentragekörben, einem übergeworfenen Quersack oder boten sie in einem Bauchladen an.
Allerdings wird diese Deutung auch für die negative Verwendung der Redensart angeführt: Während wohlhabende Bauern mit einem Pferdegespann zum Markt fuhren, mussten ärmere Kleinbauern auf das Hundegespann zurückgreifen. Wer nun aus finanziellen Gründen gezwungen war, sein Pferd zu verkaufen und stattdessen seinen Marktwagen vom Hofhund ziehen zu lassen, der war „auf den Hund gekommen“.

## Adaptionen
Mehrere Bücher, Filme und TV-Sendungen tragen den Titel Auf den Hund gekommen:
- Die Simpsons – Episode S03E19[5]
- Ein Fernsehspiel von 1978 von Rosemarie Fendel[6]
- Der Hausgeist – Episode S01E10
- Ein Film von 1992 mit dem Titel Man Trouble – Auf den Hund gekommen von Bob Rafelson[7]
- Eine Serie von Zeichnungen und ein zugehöriges Buch von Loriot tragen den Titel Auf den Hund gekommen.
- Der Buchtitel des Verhaltensforschers Konrad Lorenz So kam der Mensch auf den Hund spielt auf diese Redensart an. dtv Band 329, 1950.
- King of Queens – Episode S01E14